# Heinrich Wohlmeyer (Baumeister)
Heinrich Wohlmeyer (* 1855; † 1929) war ein österreichischer Architekt und Baumeister in St. Pölten.

## Leben
Heinrichs Großvater, Johann Wohlmeyer, war um 1800 Stiftsmaurermeister in Lilienfeld. Sein Vater, der Stadt- und Dombaumeister Josef Wohlmeyer (1815–1884), gründete 1840 ein Bauunternehmen. Dieses Unternehmen übernahm Heinrich nach dem Tod seines Vaters und leitete es bis zu seinem eigenen Tod. Heinrich hatte zwölf Geschwister, unter anderem Johann Wohlmeyer, ebenfalls Baumeister und Abgeordneter zum Reichsrat, sowie Wilhelm Wohlmeyer (1864–1945), ein in Wien wirkender Architekt. Seine Schwester, Franziska (1859–1941), ehelichte Julius Peter Raab (1854–1925). Aus dieser Ehe ging unter anderem Julius Raab hervor, der als Baumeister im Unternehmen tätig war und von 1953 bis 1961 das Amt des österreichischen Bundeskanzlers innehatte. Sein gleichnamiger Neffe (Heinrich jun., 1897–1951) war ebenfalls Architekt.

## Bauten
- 1886 Erweiterung Ferienheim Niederhof in Zögersbach in Lilienfeld
- 1892 Rainerkaserne in St. Pölten
- 1899 Wohnhaus Platz 1 Lilienfeld
- 1902 Villa Jungherrnegg nach den Plänen des Architekten Eugen Sehnal
- 1904 Arbeitsamt Lilienfeld
- 1905/1906 Vereinshaus der K.K. Priviligierten Schützen-Compagnie St. Pölten Clichystraße 2
- 1908 Ehemalige Schule, nun Kindergarten, Zögersbachstraße 13 in Schrambach in Lilienfeld